# Freddy Cimino
Freddy Cimino es un activista político venezolano, líder del municipio Guaicaipuro del estado Miranda (Los Teques). Actualmente es uno de los presos políticos del régimen de Maduro. En vísperas de las elecciones presidenciales de Venezuela de 2024, ha sido miembro del comando de campaña opositor en el estado Miranda. Freddy fue visto por última vez el 17 de julio en Los Teques, mientras se encontraba en su vehículo y estaba rodeado por agentes policiales. Fue detenido, siendo el tercer activista de Voluntad Popular detenido durante la campaña electoral.

## Desaparición
Freddy ha sido miembro del equipo del partido opositor Voluntad Popular en el estado Miranda y, en vísperas de las elecciones presidenciales de Venezuela de 2024, miembro del comando de campaña regional. Fue visto por última vez el 17 de julio, aproximadamente a las 9:50 p. m. (HLV), avenida principal del sector Macarena Sur en Los Teques. Cimino se encontraba en su vehículo, vestía una camisa de cuadros azul con blanco, y había sido rodeado por seis agentes de policía por al menos quince minutos. Nadie presenció el momento de su arresto, pero la coordinadora política nacional de Voluntad Popular, Adriana Pichardo, declaró que se presumía que fue detenido arbitrariamente. Sería el tercer activista del partido detenido en el marco de la campaña de las elecciones presidenciales en Venezuela de 2024, después de Juan Carlos Rivas, detenido en La Guaira, y de Aldo Rosso, coordinador del comando Con Venezuela en la parroquia El Valle, Caracas.Compañeros y familiares lo han buscado en centros asistenciales, puntos de tránsito y otras localidades de Los Teques, pero no han conseguido información sobre su paradero.